# Hideaway (Teksas)
Hideaway je grad u američkoj saveznoj državi Teksas. Prema popisu stanovništva iz 2010. u njemu je živjelo 3.083 stanovnika.